# マーニ・プリーテ
マーニ・プリーテ（イタリア語: Mani pulite、清廉な手）は、1990年代初頭にイタリアで実施された検察による汚職捜査である。

## 概要
タンジェントポリと呼ばれるイタリア政界に蔓延する構造汚職に検察が捜査を開始したことで400名以上の政治家が訴追され、キリスト教民主主義とイタリア社会党を中心とする与党勢力は崩壊し、第3次アンドレオッティ内閣は総辞職した。